# Charles Dias de Oliveira

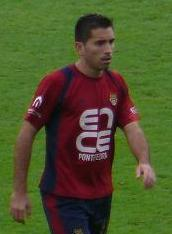
Charles jugant pel Pontevedra CF

Charles Dias de Oliveira (nascut el 4 d'abril de 1984), conegut simplement com a Charles, és un exfutbolista professional brasiler que jugava com a davanter. Va jugar la major part de la seva carrera al futbol espanyol, principalment a la segona divisió, i es va retirar al Pontevedra CF.

## Carrera de club
Nascut a Belém, Pará, Charles va començar a jugar a futbol amb el Santos FC on va arribar als quatre anys, després va completar el seu desenvolupament amb el Tuna Luso Brasileira encara al seu país i el CD Feirense a Portugal. Va començar la seva carrera sènior amb aquest darrer club, competint tant a la segona com a la tercera divisió.
L'estiu de 2004, Charles es va traslladar a Espanya, signant amb el Pontevedra CF a Segona Divisió. Va debutar a la Lliga el 28 d'agost en una derrota a casa per 0-1 contra el Polideportivo Ejido, sent expulsat després de només tres minuts al camp.
Charles va passar les cinc temporades següents amb els gallecs a Segona Divisió B. En el seu últim any, els va portar als playoffs d'ascens després de marcar 15 gols a la temporada regular, però finalment no van ascendir.
A principis de juliol de 2010, Charles va fitxar com a agent lliure pel Córdoba CF a la segona categoria. Va tornar a marcar 15 gols en la seva primera campanya, destacant els doblets en les victòries contra el Xerez CD (3-1 fora) i l'Albacete Balompié (5-1, a casa).
Charles es va incorporar a la UD Almeria -també a Andalusia- per a la temporada 2012-13, després d'haver mantingut extenses i infructuoses converses amb el Còrdova per renovar el seu contracte. El 2 de desembre de 2012 va marcar un hat-trick davant el Racing de Santander en una victòria a domicili per 4-3 i, reconvertit totalment com a davanter després d'haver començat la seva carrera com a lateral, es va coronar el Trofeu Pitxitxi de la competició amb 27 gols. (més cinc als playoffs) per ajudar el seu equip a tornar a la Lliga després de dos anys.
El 27 de juny de 2013, Charles va signar un contracte de quatre anys amb el RC Celta de Vigo, com a reemplaçament de Iago Aspas, que marxava al Liverpool. Va marcar en el seu debut a la màxima categoria als 29 anys, ajudant a empatar a casa per 2-2 contra el RCD Espanyol.
Charles va ser l'autor del primer gol al nou estadi de San Mamés el 16 de setembre de 2013, però en una derrota per 3-2 davant l'Athletic Club. L'11 de gener de l'any següent va augmentar el seu compte de lliga a set, i va aconseguir un doblet per ajudar els amfitrions a remuntar i derrotar el València CF per 2-1.
Charles va marcar els dos gols en una victòria a casa per 2-0 sobre el Reial Madrid l'11 de maig de 2014, cosa que va acabar amb les possibilitats dels seus oponents de guanyar la lliga. El 24 de juny de l'any següent, va signar un contracte de dos anys amb el Màlaga CF.
El 3 d'octubre de 2015, a la setena jornada, Charles va marcar tots els gols del seu equip, també el primer de la nova temporada, per ajudar a derrotar la Reial Societat per 3-1 a l'Estadi La Rosaleda. El 4 de juliol de 2017 es va incorporar a la SD Eibar també procedent de la màxima divisió, acordant un contracte d'un any com a agent lliure.
El 31 de juliol de 2020, Charles, de 36 anys, va tornar a Pontevedra.

## Vida personal
Charles era cosí d'altres dos futbolistes, Igor de Souza i Yuri de Souza. També van ser davanters i també van passar diverses temporades a Portugal i Espanya, representant també el Pontevedra.

## Palmarès
Feirense
- Segona Divisió: 2002–03[24]

Individual
- Trofeu Pitxitxi (Segona Divisió): 2012–13[11]